# Asriel (hudební skupina)
Asriel bylo japonské gothic lolita metalové duo skladatele Kurose Keisukeho a vokalistky a textařky KOKOMI. Byli nezávislou skupinou, vydali 10 nezávislých alb a 4 komerční singly. V počátcích vydávali desky na dódžinši scéně, později byla jejich hudba použita v anime a vizuálních románech.

## Koncept/historie
KOKOMI a Kurose Keisuke se seznámili během svého působení ve skupině LMINA Sound Art's (nyní známé jako AZE: LC). V květnu 2006 založili vlastní kapelu s názvem „as + real“ (vyslovováno „Asriel“). Název byl odkazem na islámského anděla Azraela.
Asriel zahájili aktivity účastí na akcích Comiket a Music Media-mix Market (M3), kde prodávali své nahrávky. V dubnu 2008 vydali maxi singl „Metamorphose“, jehož titulní skladba byla použita pro anime adaptaci mangy Monochrome Factor. Jednalo se o jejich první desku produkovanou významnou nahrávací společností, 5pb.
Ve stejném roce se Asriel ukončující znělkou Kegare naki jume (穢れ亡き夢) podílel na soundtracku vizuálního románu 11eyes. V roce 2009 pak byla pro 11eyes CrossOver použita jejich píseň Cuioku no čikai (追憶の誓い) a pro anime adaptaci 11eyes píseň Sequentia.
30. prosince 2009 vydal Asriel během Comiketu 77 singl Devils Lullaby na speciálně tvarovaném CD. CD se však obtížně prodávalo a následkem toho muselo být staženo z prodeje. 17. ledna bylo CD vydáno v tradičním kulatém tvaru a znovu uvedeno do prodeje. První, speciálně tvarovaná edice již není v oběhu a je obtížné ji získat.[zdroj?]

## Členové
- KOKOMI (narozena 2. září 1989) – vokály a texty
- Kurose Keisuke (黒瀬 圭亮) – kytara, klávesy, kompozice, aranžmá a texty[3]

## Diskografie
Zdroj:

### Nezávislé desky

#### Mini alba
|     | Datum vydání      | Titul                                                                         | Seznam skladeb | Poznámky            |
| --- | ----------------- | ----------------------------------------------------------------------------- | --- | ------------------- |
| 1.  | 13. srpna 2006    | 白い闇に沈む永遠の夜 (Široi jami ni šizumu eien no joru) (již nedostupné)     | 1. 声を奪われた少女 2. オズと魔女 3. Mebius Syndrome 4. 冷たい月 5. Silencia 6. リンカーネイション                                          |                     |
| 2.  | 9. října 2006     | ガーネットの波紋に染まる空 (Gánetto no hamon ni somaru sora) (již nedostupné) | 1. Al meila 2. Alice 3. HARM 4. Eclipse〜月食の遊戯〜 5. 刹那夢見る少女 6. 宵闇の焔に焼かれて… 7. Al meila (acoustic ver.)                  |                     |
| 3.  | 31. prosince 2006 | 月光蝶舞う深紅の花園 (Gekkó čó mau šinku no kaen)                             | 1. Al phobis 2. 月纏の蝶 3. 眠りの森が魅せた夢 4. nocturne 5. 瞳に映る最期の憧憬 6. 深紅の花園                                              |                     |
| 4.  | 29. dubna 2007    | 夢の繭紡ぐ盲目の輪舞 (Jume no maju cumugu mómoku no rinbu)                    | 1. 螺旋回廊 2. 雪月花 3. 夢纏の繭 4. 朦朧の森の林檎 5. ゲルゲの舞踏 6. スカーレット 7. 煌く星空を遮る瞼 8. Retour 9. 冷たい月 (bonus track) |                     |
|     | 8. října 2007     | 回顧録 黒盤 Requiem (Kaikoroku kuroban)                                       | 1. 声を奪われた少女 2. Alice 3. Silencia 4. 刹那夢見る少女 5. オズと魔女 6. Mebius Syndrome 7. ラピスラズリの幻想曲 8. 禁断の剥離           | Remake 1. a 2. alba |
|     | 11. května 2008   | 回顧録 白盤 Reincarnat (Kaikoroku široban)                                    | 1. Al meila 2. 宵闇の焔に焼かれて 3. HARM 4. Eclipse〜月食の遊戯〜 5. リンカーネイション 6. ガーネットの魔石 7. 波紋の空へ還る朝            | Remake 1. a 2. alba |
| 5.  | 11. května 2008   | 禁断を呪いし儚き幻想 (Kindan o noroiši hakanaki gensó)                        | 1. 星空舞散るあの夜に… 2. Al xanath 3. 楓 4. 優しい嘘 5. 死神の嘲笑 6. MoonLightTears                                                       |                     |
| 6.  | 13. října 2008    | 悪夢奏でる涙の旋律 (Akumu kanaderu namida no senricu)                         | 1. Masquerade 2. 黒の童話 3. 赫い涙の旋律は流れ 4. 美しき憂鬱 5. 蝶が眺める現実の檻 6. 沈黙の夜に囁く魔曲                                   |                     |
| 7.  | 1. listopadu 2008 | メルヴに堕ちる歎きの天使 (Meruvu ni očiru kageki no tenši)                    | 1. Chaos of romantic 2. phantom 3. Al Livras 4. 時雨の空 5. 純潔の雪 6. Crescent 〜夢幻の楽園〜                                             |                     |
| 9.  | 11. října 2009    | 永遠に捧げし凍てつく眠り (Eien ni sasageši itecuku nemuri)                    | 1. Sleeping Beauty 2. 凍てつく焔 3. 背徳のエデン 4. 不滅の月夜に… 5. 煉獄の空のAurora 6. Garden                                             |                     |
| 10. | 5. května 2010    | 汝を照らす朧のアリア (Nandži o terasu oboro no aria)                          | 1. 幻想のラプソディア 2. veladonna 3. 魔笛の慟哭 4. ファム・ファタール 5. 朧月夜 6. Secret Promise 7. Largamente                            |                     |
| 11. | 31. října 2010    | 薔薇の棺に太陽は在らず (Bara no hicudži ni taijó wa arazu)                    | 1. Qliphoth 2. Annihilation 3. 深き森の囁き 4. エーデルヴァイス 5. Rosen Blood 6. 太陽が輝く頃に                                            |                     |
| 13. | 30. dubna 2012    | 淡き夢見る宵闇ノ骸華 (Awaki jumemiru jojami no gaika)                         | 1. カタルシス 2. 双翼風雅 3. Amethyst 4. 眠りの森 5. 宵闇の骸華 6. Loveless                                                                 |                     |
| 15. | 29. dubna 2013    | 黄昏の月と漆黒の太陽 (Tasogare no cuki to šikkoku no taijó)                   | 1. 漆黒の太陽に灼かれて 2. Helios 3. TWILIGHT 4. JUPITER 5. パラドックス 6. 月蝕の輪舞曲                                                    |                     |

#### Alba
|     | Datum vydání      | Titul     | Seznam skladeb |
| --- | ----------------- | --------- | --- |
| 8.  | 5. května 2009    | QuoVadis  | 1. 灰色の瞳の眷族 2. roxalio 3. xxxに捧ぐ歌 4. Dedicate 5. 13番目の運命 6. Dark of romantic 7. kerveros 8. 指先の辿る残酷な旋律 9. eternal memory 10. ルージュの刻印 11. 終焉に咲く花 12. Glitter Rain   |
| 12. | 30. října 2011    | ORATORIUM | 1. Loreley 2. LostMoon 3. Oratorium 4. 赫き蝶は闇夜に消えて 5. 紅玉髄 (カーネリアン)の囁き 6. 黒い瞳の魔獣 7. 凛 8. Windalia 9. 硝子の吐息 10. Lament 11. Romancia 12. Seiren                            |
| 14. | 28. října 2012    | XANADU    | 1. Nights of Blood 2. CRIMSON 3. 砂漠ノ航路 4. BIRTH 5. COCYTUS 6. 夢の境界 7. その願いが罪ならば 8. ILLUMINATE 9. 牡丹 10. マリオネットの恋模様 11. 白雪纏 12. XANADU                                   |
| 16. | 31. prosince 2013 | ABYSS     | 1. Prologue 2. ABYSS 3. シルエット 4. 深紅の海で染めたなら 5. Raison D'etre 6. 永遠に綴りし 7. 蜘蛛の糸 8. SWEETHOLIC 9. WHITE MUTE 10. Diana 11. FREESIA 12. 夢御伽 13. 白い夜波紋を映す闇 14. Epilogue |

#### Singly
| Datum vydání      | Titul                                                | Seznam skladeb                                    |
| ----------------- | ---------------------------------------------------- | ------------------------------------------------- |
| 30. prosince 2009 | Devils lullaby                                       | 1. 白い夜の翳り 2. Devils Lullaby 3. 彷徨えし瞑宮 |
| 14. srpna 2010    | 碧い瞳の光は消えゆ (Aoi hitomi no hikari wa kieju)   | 1. 桜の姫君 2. 碧い瞳の光は消えゆ 3. Tears Flora  |
| 1. května 2011    | 常しえの惑い 醒めし毒 (Cunešie no madoi same šidoku) | 1. 黒い瞳の魔獣 2. 白い指先 3. 灰色の雨音         |

#### Kompilace
- 影縫い (Kagenui) (CD „Cinderella of magic“ - již nedostupné)
- Endless Waltz (CD „POLYCHROMA“ - již nedostupné, CD „POLYCHROMA re-distribution“)
- Aeon (CD „-LEIRION-“ - již nedostupné)
- 黒き粉雪の記憶 (Kuroki kojuki no kioku) (CD „Winter Mix vol.5“, CD „ALL SEASON MIX BEST“)
- 蒼月を巡る旋律 (Sógecu o meguru senricu) (CD „Festa!“)
- 淡い風に抱かれて (Awaikaze ni idakarete) (CD „空想RPG！“)
- 猩紅のMirage (Šokónecu no Mirage) (CD „ALL SEASON MIX BEST“)
- 翡翠のMoment (Kawasemi no Moment) (CD „SUMMER VACATION“)

### Desky vydané pod nahrávací společností

#### Singly
| Datum vydání       | Titul Sold                    | Seznam skladeb |
| ------------------ | ----------------------------- | --- |
| 23. dubna 2008     | Metamorphose 5pb.Records      | 1. Metamorphose - Úvodní znělka anime<i>Monochrome Factor</i> 2. 歎きの雨を一雫 3. Metamorphose（Off Vocal） 4. 歎きの雨を一雫（Off Vocal）                          |
| 7. května 2008     | 穢れ亡き夢 5pb.Records        | 1. 穢れ亡き夢 - Ukončující znělka PC hry <i>11eyes</i> 2. 思いの欠片と信じる欠片 3. 穢れ亡き夢（Off Vocal） 4. 思いの欠片と信じる欠片（Off Vocal）                   |
| 22. dubna 2009     | 追憶の誓い 5pb.Records        | 1. 追憶の誓い - Ukončující znělka Xboxové hry 11eyes CrossOver 2. Dearest... 3. 追憶の誓い（Off Vocal） 4. Dearest...（Off Vocal）                                   |
| 27. listopadu 2009 | Sequentia 5pb.Records         | 1. Sequentia - Ukončující znělka anime 11eyes 2. 鏡の闇を穿ちて - Soundtrack PSP hry 11eyes CrossOver 3. Sequentia（Off Vocal） 4. 鏡の闇を穿ちて（Off Vocal）       |
| 25. srpna 2010     | INNOCENT ／ALTAIR 5pb.Records | 1. INNOCENT - Ukončující znělka PC hry 11eyes -Resona Forma- 2. ALTAIR - Ukončující znělka hry Bullet Soul na Xbox 360 3. INNOCENT (Off Vocal) 4. ALTAIR (Off Vocal) |

#### Alba
| Datum vydání    | Titul Seznam skladeb | Společnost  |
| --------------- | --- | ----------- |
| 27. května 2009 | unveil 1. Metamorphose 2. 穢れ亡き夢 3. 千億の星屑降らす夜ノ空 - Úvodní znělka PSP hry <i>Never7 -the end of infinity-</i> 4. 雪月花(unveil Ver.) 5. Gemini 6. 思いの欠片と信じる欠片 7. 氷の月夜 - Úvodní znělka PS2 hry Monochrome Factor cross road 8. 綻びし華 - Ukončující znělka PSP hry Never7 -the end of infinity- 9. 歎きの雨を一雫 10. 追憶の誓い(Naked JAZZ Mix) 11. Al meila(unveil Ver.) 12. unveil | 5pb.Records |
| 26. května 2010 | AntiQue 〜INDIES BEST SELECTION〜 1. 螺旋回廊 2. ラピスラズリの幻想曲 3. ゲルゲの舞踏 4. 赫い涙の旋律は流れ 5. Eclipse 〜月食の遊戯〜 6. Moon Light Tears 7. Judgment - Soundtrack PC hry 11eyes -Resona Forma- | Geneon      |
| 26. ledna 2011  | Angelrhythm 1. Angel 2. Sequentia - Ukončující znělka anime 11eyes 3. Hollowly Rain 4. FERRIS WHEEL 5. 鏡の闇を穿ちて - Soundtrack PSP hry 11eyes CrossOver 6. Dearest... 7. 緋い棘 8. 紫陽花 9. INNOCENT - Ukončující znělka PC hry 11eyes -Resona Forma- 10. Finale 11. ALTAIR - Ukončující znělka hry Bullet Soul na Xbox 360 12. White Feather                                                                | 5pb.Records |
| 25. května 2011 | AntiQue 〜2nd collection〜 1. 波紋の空へ還る朝 2. 死神の嘲笑 3. 星空舞い散るあの夜に… 4. 宵闇の焔に焼かれて… 5. Al phobis 6. nocturne 7. LABYRINTH | 5pb.Records |